# هاروی فریدمن
هاروی فریدمن (انگلیسی: Harvey Friedman؛ زادهٔ ۱۹۵۹ میلادی) بازیگر اهل ایالات متحده آمریکا است.
از فیلم‌ها یا سریال‌های تلویزیونی که وی در آن نقش داشته‌است، می‌توان به  والکیری، فراسوی دریا، مسابقه سرعت، هانا آرنت، صداها، ناراست‌کیش، هیندنبورگ و مخفی‌سازی اشاره کرد.